# Tribolonotus novaeguineae
Tribolonotus novaeguineae — вид сцинкоподібних ящірок родини сцинкових (Scincidae). Ендемік Нової Гвінеї.

## Поширення і екологія
Tribolonotus novaeguineae мешкають на заході Нової Гвінеї, зокрема на узбережжі затоки Чендравасіх та на півострові Бомберай. Вони живуть у вологих рівнинних тропічних лісах, серед гнилої деревини. Самиці відкладають одне яйце.